# جزیره پلیلیو

جزیره پلیلیو، (به انگلیسی: Peleliu Island)، جزیره اصلی ایالت پله‌لیو در پالائو است. این جزیره در شمال شرقی جزایر راک و جنوب غربی کورور واقع شده است.